# ロバート・ピール
第2代準男爵サー・ロバート・ピール（英: Sir Robert Peel, 2nd Baronet, PC, FRS、1788年2月5日 - 1850年7月2日）は、イギリスの政治家。
ウェリントン公爵が党首を退いた後の保守党を指導し、首相を2度にわたって務めた（1834年 - 1835年、1841年 - 1846年）。ウィリアム4世の治世からヴィクトリア朝初期にかけてホイッグ党党首メルバーン子爵と政権を奪い合った。
保守党の政治家ながらに自由主義的な人物であり、穀物法廃止をめぐって保守党が分裂した後は自由貿易を奉じるピール派を旗揚げした。

## 概要
イギリス最大の紡績工場の工場主の息子として生まれる。パブリックスクール・ハーロー校に入学し、そこからオックスフォード大学クライスト・チャーチへ進学する。
1809年にトーリー党（後の保守党）の庶民院議員に初当選した。1812年から1818年までリヴァプール伯爵内閣のアイルランド担当大臣を務める。1819年には金本位制再導入を検討する委員会の委員長となり、金本位制への移行に主導的役割を果たした。1821年に内務大臣としてリヴァプール内閣に再入閣し、刑法の厳罰主義を改めるなど自由主義的な内政改革を行った。
続くジョージ・カニング内閣にはカトリック解放反対の立場からウェリントン公爵らとともに入閣を拒否した。1828年にウェリントン公爵内閣が成立するとその内務大臣兼庶民院院内総務として入閣。アイルランド・カトリックが当選するなど情勢の変化に応じてカトリック議員を認める改革を行い、また首都警察法の制定を主導して近代イギリス警察の基礎を築いた。
1830年に成立したホイッグ党政権グレイ伯爵内閣が推し進める第1次選挙法改正に反対したが、阻止することはできなかった。
1834年にグレイ伯爵の後継首相メルバーン子爵が国王ウィリアム4世に罷免されたことで保守党が政権を奪還して第1次ピール内閣を組閣した。しかし野党勢力の団結が強まる中、1835年にはアイルランド国教会の教会税転用問題をめぐる採決に敗れて総辞職することとなった。
代わって成立した第2次メルバーン子爵内閣に対しては初め「ヴィクトリア朝の妥協」と呼ばれる協力的野党の立場で臨んだが、スタンリー卿（後のダービー伯爵）の派閥が保守党に合流すると政権に対する攻勢を強め、1839年にはメルバーン子爵を辞任に追いやった。しかしヴィクトリア女王と寝室女官人事をめぐって争ったため、この時には組閣できず、メルバーン子爵政権が継続されることになった（寝室女官事件）。
1841年の解散総選挙に勝利し、議会でメルバーン子爵を敗北させて総辞職に追い込んだ。この頃には夫アルバート公子の影響で女王からも高く評価されるようになっており、問題なく第2次ピール内閣を成立させることができた。
ウィリアム・グラッドストンを片腕に自由貿易を推進した。またピール銀行条例を制定し、銀行券の流通量のコントロールを強化した。1846年にはアイルランドでジャガイモ飢饉が発生したことを受けて穀物法を廃止して穀物の自由貿易へ移行しようとしたが、ベンジャミン・ディズレーリら党内の保護貿易主義者の激しい反発を受けた。穀物法廃止はなんとか実現するもディズレーリらの策動で内閣は総辞職に追い込まれた。
その後、保守党は分裂し、党内の自由貿易派を引き連れてピール派を結成した。その4年後の1850年に落馬の負傷がもとで死去した。

## 生涯

### 生い立ち
1788年、ランカシャー・ベリーに生まれる。父ロバート・ピールは、産業革命初期のイギリスで最も巨大な紡績工場の経営者であり、1790年に庶民院議員となり、1800年に準男爵の称号を与えられた人物である。
ピールは長男であり、長弟にウィリアム・イェーツ、次弟にジョナサンがいる。また妹が2人おり、それぞれリッチモンド公爵、第2代ヘンリー男爵に嫁いでいる。
最上流の中産階級に生まれたピールは、名門パブリックスクール・ハーロー校に入学し、そこからオックスフォード大学クライスト・チャーチへ進学するという一流の貴族的教育を受けた。1808年に卒業試験を受けたが、当時のオックスフォードの卒業試験は数学と古典に分かれていた。ピールはその両方で首席の成績をとって卒業している。

### 庶民院議員に初当選
1809年、父が買収した腐敗選挙区のアイルランド・キャシェル選挙区からトーリー党の候補者として出馬し、庶民院議員に初当選した。

### リヴァプール伯爵内閣の閣僚

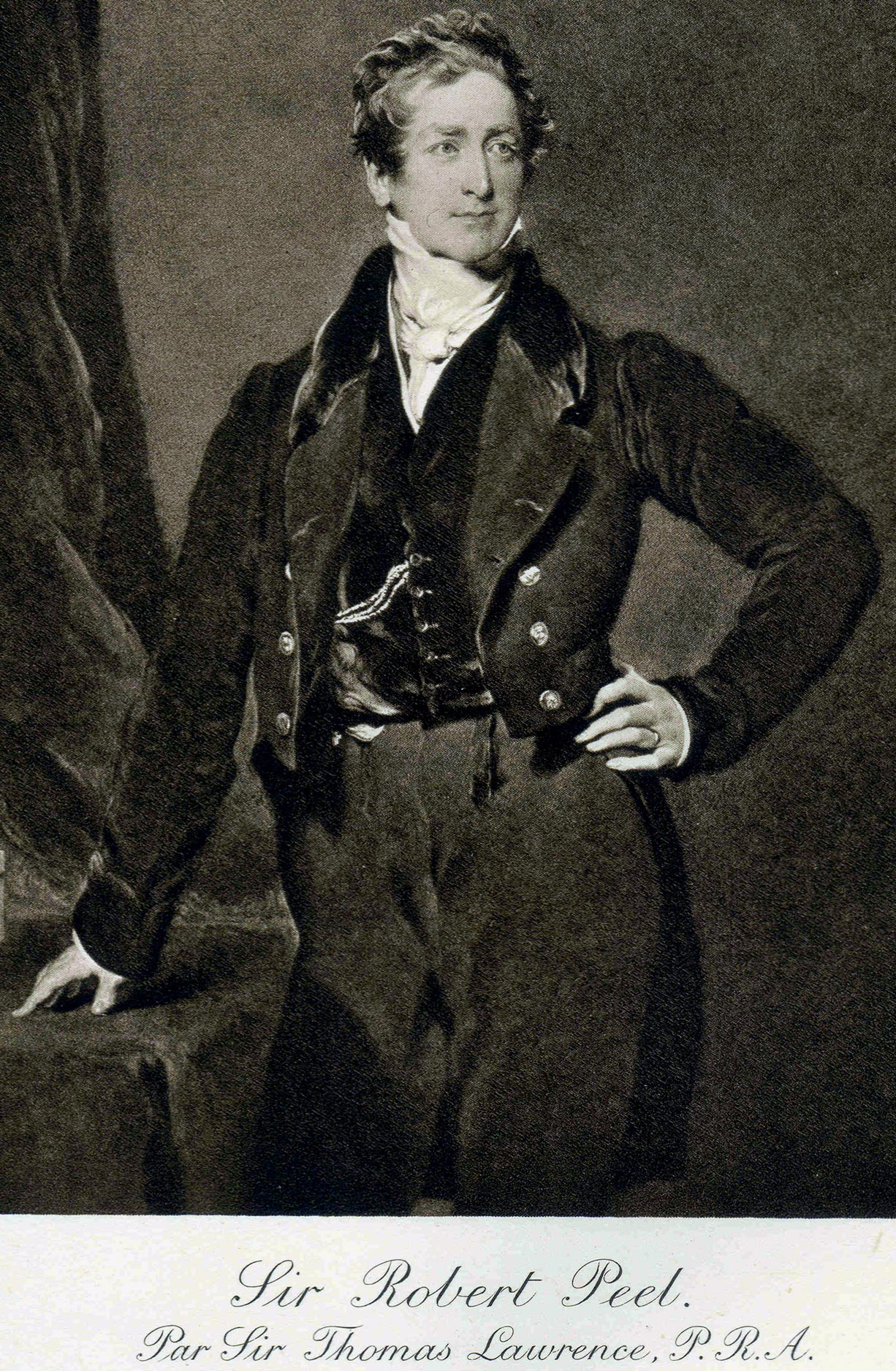
若き日のロバート・ピール

1810年に陸軍・植民地省次官に就任。さらに1812年にリヴァプール伯爵内閣が成立するとそのアイルランド担当大臣として入閣した。アイルランド警察の創設や飢饉対策に尽力した。1818年までの6年にわたって在職した。
1817年秋頃から外国為替相場におけるポンドの低落と金価格高騰により、これまで部分的に行われていた正貨兌換を全面的に行うことを希望する者が増えた。こうした中の1819年に庶民院と貴族院はそれぞれ正貨兌換の再開について検討する秘密委員会を設置した。ピールがその委員長に就任し、委員会は「ピール委員会」と通称されるようになった。委員会においてピールは、通貨の健全化のため、できるだけ早期に金本位制に移行する必要があり、そのためにはイングランド銀行の銀行券を減らす必要があると結論した。ピールは庶民院でもそれを熱弁し、慎重派を圧倒して1819年7月に金本位実施条例（通称「1819年ピール条例」）成立にこぎつけた。
1819年にジュリア・フロイドと結婚した。
1821年、保守的なシドマス子爵ヘンリー・アディントンに代わって内務大臣としてリヴァプール伯爵内閣に再び入閣。ピールは同時期に入閣した外相ジョージ・カニング、蔵相フレデリック・ロビンソン、商務庁長官ウィリアム・ハスキソンらとともに閣内の自由主義派として知られた。彼らの存在によってリヴァプール伯爵内閣はそれまでの「反動的」性格を改めて「自由主義的」になっていった。ピールは内相として残虐な死刑方法の廃止、刑務所の環境の改善など非近代的な厳罰主義を改めて更生に主眼を置いた改革を行った。
しかしリヴァプール内閣は17世紀以来イギリス公職から排除されてきたカトリックに公職就任を認めるか否かをめぐって分裂した。外相ジョージ・カニングらはカトリック解放を支持したが、内相ピールや軍需長官ウェリントン公爵らはカトリック解放に強く反対した。ピールはトーリー党の中では自由主義的な思想を持っていたが、同時に敬虔なイングランド国教会の信徒でもあった。
1827年2月にリヴァプール伯爵が脳卒中になると、その後継者問題が浮上した。国王ジョージ4世はウェリントン公爵を召集したが、公爵は外相カニングか内相ピールに大命を与えるべきことを推挙した。2人はカトリック解放問題をめぐって意見が正反対であったから、どちらも相手の内閣に入閣することを拒否していた。国王はカニングもピールも嫌っていたが、カニングを排除した内閣の組閣は不可能な情勢から、結局4月10日にカニングに組閣の大命を下した。
こうしてカニング内閣が成立したが、ピールやウェリントン公爵らトーリー党内のカトリック解放反対派がカニング政権に強く反発し、党は分裂した。結局カニングはランズダウン侯爵率いるホイッグ党穏健派と連立を組んで組閣することになった。

### ウェリントン公爵内閣の閣僚
カニングは組閣から間もない1827年8月に病死した。後任のゴドリッチ子爵内閣も閣内分裂により1828年1月には総辞職した。
ジョージ4世はウェリントン公爵に組閣の大命を与えた。ウェリントン公爵の片腕であるピールは、早速ウィリアム・ハスキソンらカニング派と折衝して同派のウェリントン公爵内閣への入閣を取り付けた（だが結局カニング派閣僚は全員すぐに辞職してしまった）。一方ランズダウン侯爵らホイッグ党穏健派は入閣を拒否している。
ピール自身は内務大臣兼庶民院院内総務としてウェリントン公爵内閣に入閣した。
ウェリントン公爵もピールもカトリック解放反対の立場だったはずだが、1828年7月にアイルランドのカトリック議員ダニエル・オコンネルが当選するようになるとそうも言っていられなくなった。彼を議場に入れないとアイルランドで暴動が発生する可能性があったためである。
庶民院院内総務であるピールがカトリックが庶民院議員となれるようにする法案の作成を主導し、同法案を1829年3月に庶民院に提出し、翌月に可決させた。しかしこれによって国教会信徒のピール批判が強まり、ピールはそれまで選出されていたオックスフォード大学選挙区での議席を失った。
1829年には内務大臣として首都警察法制定を主導してスコットランドヤードにロンドン警視庁を創設。近代警察の礎を築いた。以後、イギリスの警察官はピールにちなみ「ピーラー（peelers）」、あるいはロバートの愛称“ボブ”から「ボビー（bobbies）」と呼ばれる。
1830年5月には父が死去し、准男爵位を継承した。
ホイッグ党嫌いの国王ジョージ4世の崩御や野党ホイッグ党から強まる選挙法改正の機運によりウェリントン公爵内閣は1830年11月に議会で敗北を喫し、総辞職を余儀なくされた

### 最初の野党時代

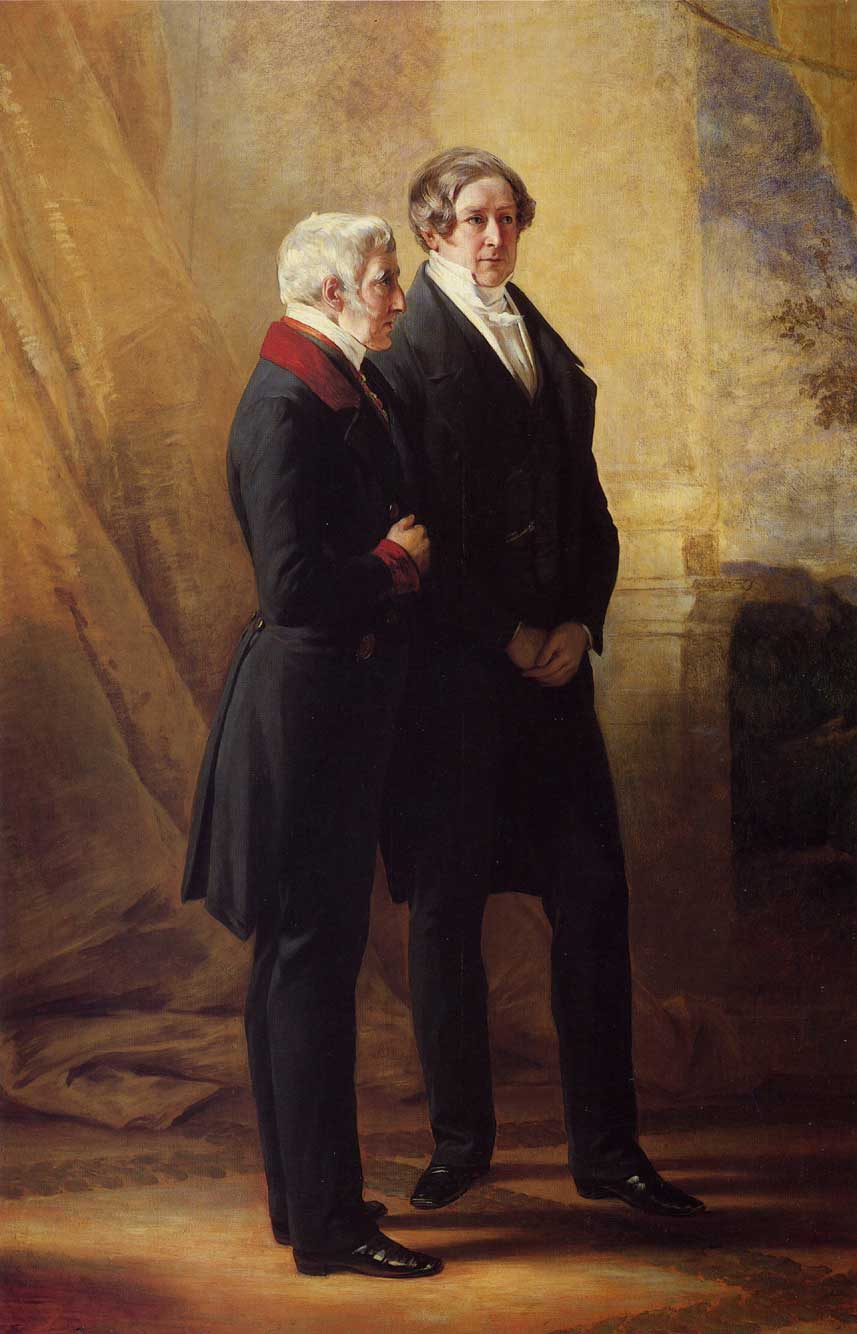
ウェリントン公爵とピール。フランツ・ヴィンターハルター画、1844年。ロイヤル・コレクション所蔵。

1830年11月、半世紀ぶりのホイッグ党政権グレイ伯爵内閣が成立した。
グレイ伯爵内閣は選挙法改正を推し進めようとしたが、庶民院においてはピール、貴族院においてはウェリントン公爵がその反対運動を行った。ピールはいかなる選挙権拡大にも反対という立場ではなかったものの、ホイッグ党が主導する選挙法改正には断固として反対するつもりだった。
ウェリントン公爵は選挙法改正法案を廃案にすべく再び首相になろうと図ったものの、世論の激しい批判で失敗した。これ以降ウェリントン公爵は「二度と組閣したくない」と公言するようになり、保守党の実務をピールに委ねるようになった。しかしピールに対する党内極右派（ウルトラズ）の反発は強く、この時点でピールを正式な党首にするのは不可能だった。
グレイ伯爵内閣は1832年6月に第一次選挙法改正を達成し、その後も社会改革政策を次々と打ち出したが、それに伴って閣内・ホイッグ党内の亀裂も徐々に拡大していき、1834年5月にはアイルランド国教会の教会税を転用する法案をめぐって内閣は閣内分裂を起こすようになった。スタンリー卿（後のダービー伯爵）が陸軍・植民地大臣を辞職して、ホイッグ党からも離党しダービー派を形成するようになったのである。グレイ伯爵はこれ以上の政権運営は不可能と判断して7月に辞職した。
後任の首相にはグレイ伯爵の信任厚きメルバーン子爵が就任したが、メルバーン子爵はホイッグ左派のジョン・ラッセル卿を庶民院院内総務にしようとしたことで国王ウィリアム4世と対立を深め、11月に罷免された。

### 第一次ピール内閣

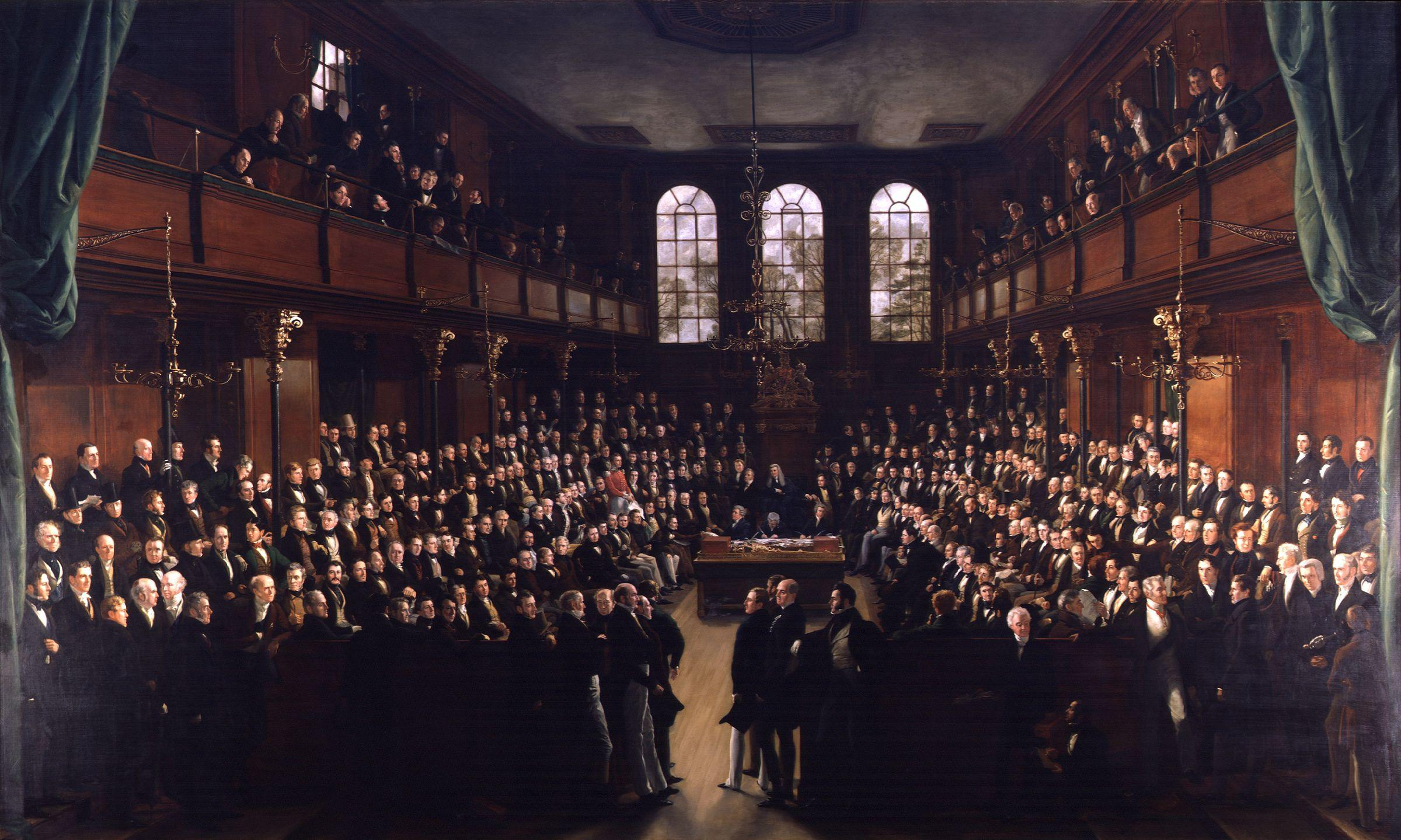
1833年の庶民院を描いた絵

メルバーン子爵を罷免したウィリアム4世は、保守党政権に戻すべく、ウェリントン公爵に組閣の大命を与えたが、もう組閣しないと決めていた公爵はピールに大命を与えるべきことを奏上した。ただこの時ピールはイタリア訪問中でイギリスを不在にしていたため、ピールが帰国するまでの暫定としてウェリントン公爵が首相に就任した。
12月に帰国したピールはただちにウェリントン公爵から首相職を譲り受けた（第1次ピール内閣）。以降ウェリントン公爵はピールが権威ある保守党党首になれるよう国王ウィリアム4世や保守党大物議員との関係を取り持ってくれるようになった。
首相となったピールは12月18日に自分の選挙区タムワースの有権者に対して公約として書簡「タムワース・マニフェスト（“The Tamworth Manifesto”）」を発した。これは選挙公約としての「マニフェスト」の先駆けであった。第一次選挙法改正という現実に合わせて保守党の新たな方針を示していた。
ウィリアム4世は保守党政権を安定させるため解散総選挙を行うことを希望していた。ピールもそれを承諾し、12月30日に議会は解散された。1835年初頭の総選挙の結果、保守党が204議席、ダービー派が86議席、ホイッグ党が218議席、急進派が90議席、オコンネル派が60議席をそれぞれ獲得した。
ピールはダービー派の支持を取り付けて政権を維持したが、ホイッグ党党首メルバーン子爵が野党連携を強化した結果、1835年4月にはホイッグ党が提出したアイルランド国教会の教会税の転用法案の採決で敗北し、内閣総辞職を余儀なくされた。

### 「ヴィクトリア朝の妥協」
ピールの辞任により第二次メルバーン子爵内閣が成立した。メルバーン子爵は急進派やオコンネル派と連携しながらも、ピールからも暗黙の了解を得ようとした。ピールはいまだ自分の保守党内での権威が微妙であることから急進派やオコンネル派の急進的改革を抑えることを条件としてメルバーン子爵政権攻撃を控えることを約束した。
この妥協の関係は1837年に即位したヴィクトリア女王の時代にも続き、「ヴィクトリア朝の妥協」と呼ばれた。当時の慣例であった新女王の即位に伴う解散総選挙で急進派やオコンネル派、ダービー派が議席を減らし、ホイッグ党と保守党が議席を伸ばしたこともこの妥協関係を促進した。
しかし1839年までにダービー派が保守党に合流し、またウェリントン公爵の後ろ盾のおかげでピールの党首としての権威も確立されていったため、ピールは政権奪還を目指してメルバーン子爵との対決路線を強めることになる。

### 寝室女官事件

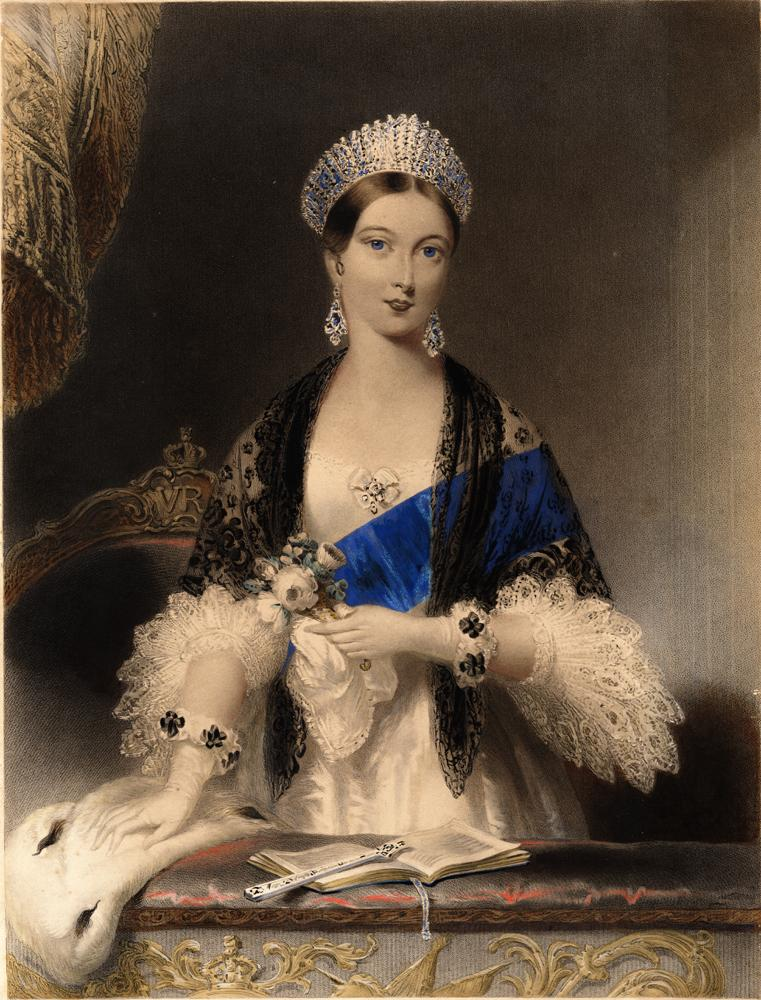
1839年頃のヴィクトリア女王を描いた絵画

ピールからの攻勢、急進派やオコンネル派との関係の悪化などでメルバーン子爵内閣は基盤を危うくしていった。1839年5月初めにメルバーン子爵が議会に提出した英領ジャマイカの奴隷制度廃止法案は庶民院を通過したものの、わずか5票差という僅差であったため、メルバーン子爵は自らの求心力の低下を悟り、5月7日に女王に辞表を提出した。
女王はメルバーン子爵の助言に従って、1839年5月8日午前に保守党貴族院院内総務ウェリントン公爵に組閣の大命を下したが、公爵は「自分は老齢であるし、庶民院に影響力を持たない」と拝辞し、ピールに大命降下されるべきことを奏上した。
女王は公爵の助言に従って午後2時にピールを召して組閣の大命を下した。この際にヴィクトリアは今後もメルバーン卿に諮問して良いかとピールに下問したが、枢密院や議会ではなく宮中において野党党首が個人的に女王の側近になるなど前代未聞のことであったからピールはこれを拒否した。このせいでヴィクトリアはピールに強い不信感を持つようになった。その日の日記にもピールについて「何を考えているか分からない男」と書いている。
翌9日にピールが持ってきた人事案の中に女王の寝室女官をはじめとした女官たち（ほとんどがホイッグ党の国会議員の妻）を保守党の国会議員の妻に代えるという人事があったが、女王はこれに強く反発し、「一人たりとも辞めさせない」と言って頑強に退けた。
宮内官を務めている国会議員は、政権交代とともに入れ替わるのが慣例であった。ヴィクトリアは女王だったので国会議員の代わりにその妻が女官をやっていたのだが、国会議員の場合と別個に考える道理はないから、ピールの要求は慣例に照らし合わせれば正当なものだった。しかし女王は女官の人事は女王の私的人事であることを強弁し続けた。ピールも引く気はなく、10日の上奏文の中で寝室女官人事を受け入れて頂けないのであれば大命を拝辞する旨を通達した。
ウェリントン公爵が女王とピールの間を取り持とうと努力したが、女王からもピールからも譲歩を引き出すことはできなかった。この後、ピールはウェリントン公爵の薦めで組閣を拝辞することとし、12日にはメルバーン子爵が首相続投することを了承した。
女王の個人的感情で政権交代が阻止されたこの事件は世に寝室女官事件と呼ばれた。

### メルバーン子爵内閣の倒閣を目指して
こうしてもうしばらく政権を維持することになったメルバーン子爵だが、彼の内閣の基盤が不安定な状況は変わっていないため、急進派やホイッグ左派に妥協した自由主義的政治を余儀なくされた。
メルバーン子爵はそのために自由貿易を推進するようになり、1841年4月に砂糖関税低減の法案を提出したが、地主など農業利益の代弁者たちの反発を買い、法案は議会で敗北した。内閣信任相当の法案の否決は総辞職か解散総選挙すべきであったが、メルバーン子爵はそのまま政権に居座った。これを批判するピールは6月に内閣不信任案を提出し、1票差で可決させた。これを受けてメルバーン子爵は解散総選挙に打って出るも、選挙は保守党の勝利に終わった。
1841年8月に新議会が始まるとメルバーン子爵はただちに議会で敗北し、内閣総辞職に追い込まれた。

### 第二次ピール内閣
ピールは寝室女官事件の頃には女王からひどく嫌われていたが、1840年に女王と結婚したアルバート公子はピールを高く評価しており、その影響で女王もこの頃にはピールへの信任を強めていた。
1841年8月30日にウィンザー城でヴィクトリア女王より大命を受けたピールは、第2次ピール内閣を組閣した。この際に野望に燃える若手議員ベンジャミン・ディズレーリに何のポストを与えなかったことが後々ピールの運命に影響してくることになる。

#### 自由貿易推進
ピール内閣の経済政策は関税の引き下げによって殖産興業を促し、その間の一時的な減収は所得税を導入して補う事を基本としていた。関税の具体的内容については商工省政務次官の地位を与えた若手議員ウィリアム・グラッドストンが主導した。
自由貿易（とりわけ農業の自由貿易）は保守党の支持基盤である地主層の反発が根強かったが、アルバート公子は（その影響でヴィクトリア女王も）自由貿易主義者であったので、全面的にピールをバックアップしてくれた。ピールとしても君主の支持さえあれば政党の支持などいらないという小ピット的発想があったため、自由貿易改革を推進することに躊躇いはなかった。
グラッドストンが与野党の意見を調整した結果、関税が定められている1200品目のうち750品目もの関税が廃止されるか引き下げられることになった。グラッドストンは穀物法で保護されている小麦についてもただちに自由貿易に移行することを希望していたが、ピールは地主層との決定的対立を避けるため、小麦についてはスライド制にして段階的自由貿易を目指した。

#### ピール銀行条例
一方でピールは銀行券については自由放任ではなく統制を行わねばならないと考えており、インフレーションが問題視された後の1839年頃から通貨学派の見解を支持するようになった。
その立場から1844年には「ピール銀行条例」と呼ばれるイングランド銀行条例を制定した。これにより銀行券発行の権限をイングランド銀行に集中させることが図られた。既に銀行券を発行している銀行についてはその既得権を保証しつつ、これまでの平均の発行額を越えて銀行券を発行したり、新規の銀行券を作ってはならないという規制を加えていた。
またイングランド銀行を発行部と銀行部に分割して銀行券発行は発行部のみが行うこととし、さらに発行にあたっては貴金属と保証物件に基礎を置くことを義務付けることで銀行券発行に制限をかけた。

#### 穀物法廃止論争
穀物法の廃止・穀物の自由貿易化は急進派のリチャード・コブデンやジョン・ブライトなどがかねてから大衆運動を起こして要求していた（反穀物法同盟）。その運動は非常に盛り上がっていたし、ピール自身も自由貿易主義者であるから穀物法廃止には反対ではなかった。ただ保守党内の地主層への配慮から沈黙せざるをえない状況が続いていた。
その状況が変わったのは1845年から1847年にかけてアイルランドで発生したジャガイモ飢饉だった。アイルランド小作農・貧農の主食はジャガイモであったため、この飢饉はアイルランド農村社会に深刻な影響をもたらした。100万人が餓死・あるいは栄養失調の疾病で死亡し、さらに100万人が故国アイルランドを離れたといわれる。
飢饉の報告を受けたピールはただちにアメリカからトウモロコシを大量に買い付けてアイルランドに食料支援を行い、またアイルランドで公共事業を行って雇用創出を図った。だがそれだけでは十分な飢饉対策にならず、いよいよ穀物法廃止の機運が高まった。1845年11月にはホイッグ党の党首ジョン・ラッセル卿が穀物法廃止を党の方針として発表した。
ピールも1845年12月初頭から穀物法廃止を閣議で取り上げた。内務大臣の第2代準男爵サー・ジェームズ・グラハム、外務大臣アバディーン伯爵、戦争省事務長官シドニー・ハーバートら腹心閣僚は支持してくれたが、陸軍・植民地大臣スタンリー卿や王璽尚書バクルー公爵は穀物自由貿易に反対した。この二人の説得に失敗したピールは、12月6日に女王の離宮オズボーン・ハウスへ参内して総辞職を申し出、ジョン・ラッセル卿を後継の首相にすべきことを奏上した。
ホイッグ党は党首ジョン・ラッセル卿のもとで穀物法廃止の方針を打ち出したものの、これはジョン・ラッセル卿の独断的な決定であり、ホイッグ党全体のコンセンサスを得ているとは言い難かった。ホイッグ党内にも穀物法廃止に慎重な地主貴族が多数いたのである。彼らは急進派に近い自党の党首ジョン・ラッセル卿を首相にして穀物法廃止に突き進むより、「地主の政党」保守党のピールを首相のままにして「穏健な」穀物法処理を行うことを望んでいた。そのような背景からジョン・ラッセル卿は党内の支持を得られず組閣に失敗した。

#### 保守党の分裂

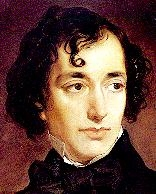
ピール内閣を倒閣したベンジャミン・ディズレーリを描いた絵画

ジョン・ラッセル卿の組閣失敗により女王はピールを召集して再び組閣の大命を下した。女王によれば、この時ピールは決意に満ちた表情であったという。彼は女王に「私には（党に持ち帰って）相談の必要はありません。考える時間もありません。私は陛下の首相を務めるつもりです。この非常時に陛下のもとを去るわけにはまいりません。味方が一人もいなくなっても責務を果たします」と語ったという。
保守党の長老ウェリントン公爵は保守党の分裂を恐れており、大命を拝辞することをピールに強く勧めたが、ピールの自由貿易への熱い想いを感じ取って最終的にはピールの決意を支持した。ピールは保護貿易主義者のスタンリー卿とバクルー公爵を外して組閣した。スタンリー卿の後任にはグラッドストンを置いた。
1846年1月に議会が招集されるとピールはただちに穀物法廃止法案を議会に提出した。党内の保護貿易主義者たちが反対運動を開始し、ベンジャミン・ディズレーリとジョージ・ベンティンク卿がその中心人物となった。とりわけディズレーリの辛辣な演説は大きな影響を与え、保守党議員が次々と造反してディズレーリの演説に声援を送り始めた。ディズレーリのピール批判は議会の礼節さえ無視した容赦のないものであり、ピールの弟ジョナサン・ピールが怒ってディズレーリに決闘を申し込むほどだった。ピール当人も自分への罵倒が酷過ぎて放心状態になってしまい、議会が終わったことに気付かず一人議会席でうなだれ続けて守衛に注意されたことがあった。
結局穀物法廃止法案は保守党庶民院議員の三分の二以上の造反に遭いながらも野党であるホイッグ党と急進派の支持のおかげで庶民院を通過した。貴族院は庶民院以上に地主が多いので、更なる反発が予想されたが、ウェリントン公爵の権威で造反議員を抑え込んだ結果、法案は貴族院も通過し、穀物法は廃止されることとなった。
しかしディズレーリとベンティンク卿はピール内閣倒閣を諦めておらず、今度は同時期に提出されていたアイルランド強圧法案を否決させようとした。二人はこの法案でも70名ほどの保守党造反議員を出すことに成功し、この法案に反対するホイッグ党や急進派と連携して、1846年6月25日の採決において73票差で法案を否決させた。
これを受けてピール内閣は6月29日に総辞職を余儀なくされた。

### ピール派
この後、保守党は三人の指導者が分裂して指導するようになった。庶民院保守党は自由貿易派がピールを支持、保護貿易派がジョージ・ベンティンク卿を支持した。貴族院保守党は保護貿易派のスタンリー卿（後のダービー伯爵）が一人で掌握した。7月に至ってジョージ・ベンティンク卿はスタンリー卿を保守党党首とみなすと宣言した。しかしピール当人は保守党党首を降りることを拒否し、しばらくは保守党組織を支配し続けたが、やがて保守党の党幹部の多くがスタンリー卿の指導下に収まっていった。
この後、ピールと穀物法廃止に賛成した保守党議員112名はピール派と呼ばれるようになった。アバディーン伯爵やウィリアム・グラッドストンなど保守党の閣僚・政務次官経験者のほとんどがこのピール派に属した。
一方ピール派の離脱で人材不足となった保守党ではディズレーリが急速に台頭していくようになる。
ピールの退任後、政権はホイッグ党のジョン・ラッセル卿が担っていたが、ピールは二大政党制を拒否し、ホイッグ党と連立することも、保守党に戻ることも、単独で政権を担うことも拒否した。これが政界の混乱の一因となっていた。ピールと行動を共にしたグラッドストンも後に「ピールの最後の4年間の立場選択は完全に誤っていた」と語っている。
ピール派を4年間率いた後、1850年7月2日、乗馬事故で負った傷がもとで死亡した。
ピールの死後、ピール派はアバディーン伯爵が指導し、ホイッグ党の分裂（ジョン・ラッセル卿とパーマストン子爵の対立）の影響で1852年12月に首班として組閣している。1859年に至ってピール派はホイッグ党、急進派とともに自由党として合同することになる。
- ベリーにあるピール像
- ロンドン・パーラメント・スクエアにあるピール像
- グラスゴーにあるピール像
- リーズにあるピール像

## 人物

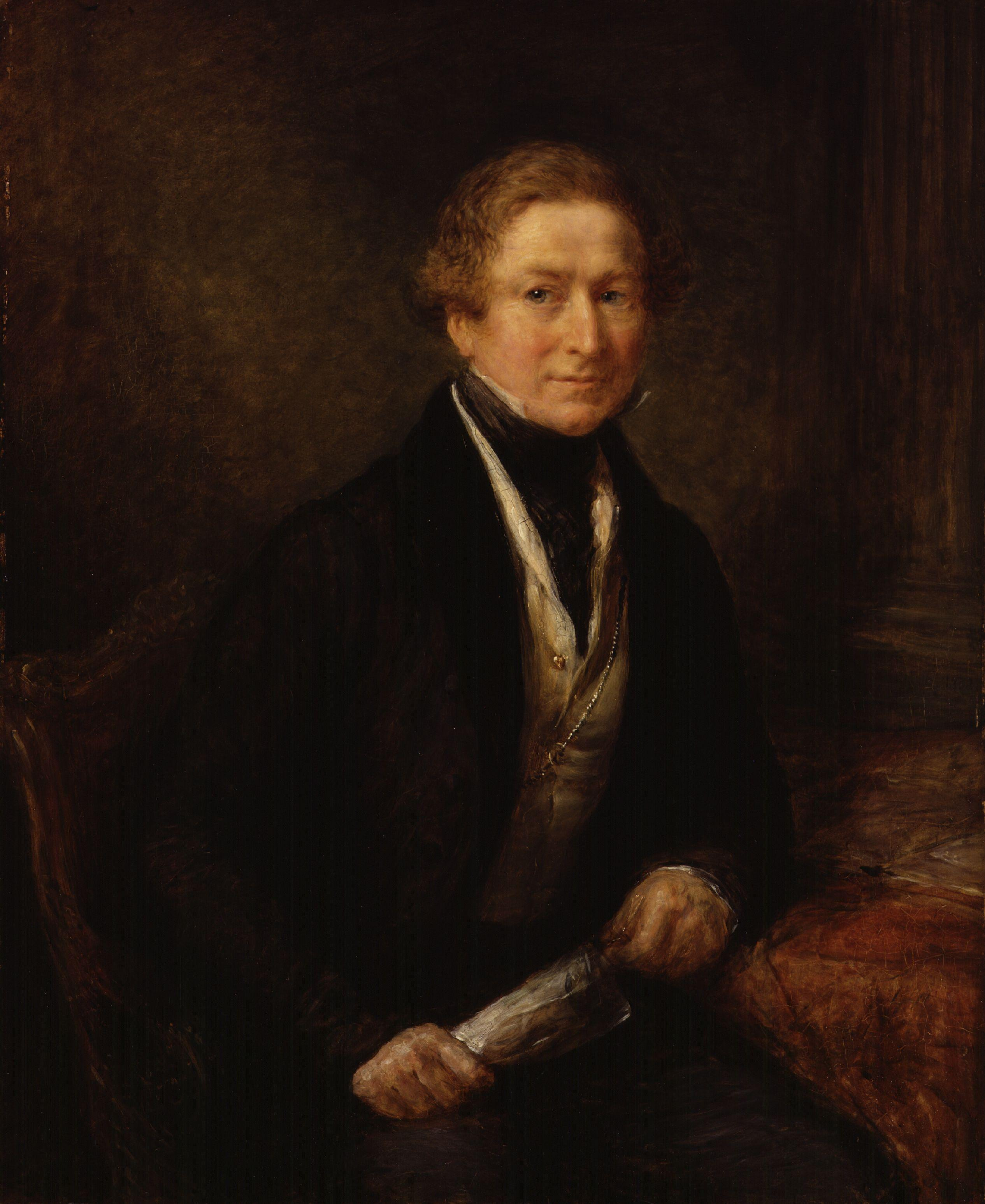
ロバート・ピールの肖像画。ジョン・リネル画、ナショナル・ポートレート・ギャラリー所蔵。

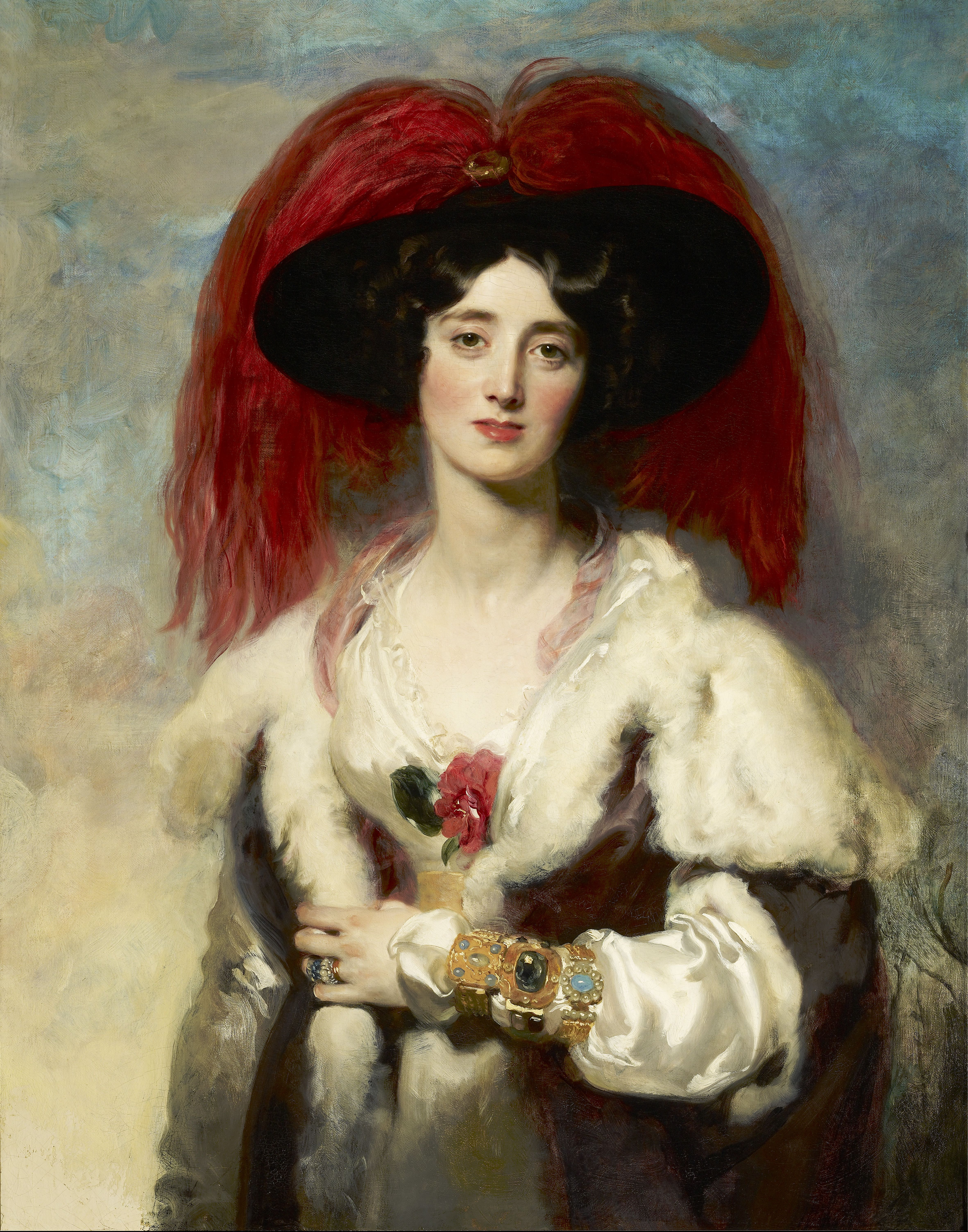
ピール夫人ジュリア・フロイド。トーマス・ローレンスによる肖像画、1827年。フリック・コレクション所蔵。

貴族的環境で育ったが、貴族階級の出身ではなく、最上流中産階級の出身である。父である初代準男爵サー・ロバート・ピールは自分が果たせなかった夢を息子に果たしてもらいたがっており、ピール自身もその期待にこたえようと努力した。その緊張感からピールには常に落ち着きがないところがあったという。ヴィクトリア女王が初めの頃、ピールを嫌っていたのもそわそわした態度や貧乏ゆすりの癖が一因だったという。
基本的に性格は陽気で人好きする性格だったという。ただ神経質なところがあったという。とりわけ1829年にカトリック解放政策を推し進めた際に国教会信徒から受けた激しい批判が原因で「裏切り者」という批判を極度に恐れるようになった。一国の指導者たる者、その手の批判は必ず付いて回るし、甘受しなければならないものだが、ピールには耐えられなかった。政策変更のたびに自己中心的・自己免罪的なやり方に終始したため、余計に政敵から批判されやすかった。
縮れた赤毛の髪をしていた。また長身で美男だった。

## 家族
- 父初代準男爵サー・ロバート・ピール (1750–1830)：実業家で政治家。ピール家は代々ヨーマン（独立農民）で、製糸工場を営む家系だった。産業革命時に紡績会社として大いに発展し、ブレィに館を構える資産家となった。1790年にはスタッフォードシャーのマナーハウス「ドレイトン・マナー」を買い取って3階建てのエリザベス様式の大豪邸に建て直し、同年タムワース (イングランド)の議員となり、1800年に準男爵を創設。息子のロバートは父の存命中に議席、父の死後に爵位を引き継ぎ、1843年には父が建てたドレイトンの屋敷にヴィクトリア女王とアルバート王配を迎えた。
- 妻ジュリア・フロイド：初代準男爵サー・ジョン・フロイド（英語版）将軍の娘。1820年に結婚し、以下の7子を儲ける[80]。
- 第1子（長女）ジュリア・ピール（？-1893年）：第6代ジャージー伯爵ジョージ・チャイルド・ヴィリアーズ（英語版）、ついでチャールズ・ブランドリングと結婚。子に第7代ジャージー伯爵ヴィクター・チャイルド・ヴィリアーズ。
- 第2子（次女）エリザ・ピール（？-1883年）：フランシス・ストーナー（第3代カモイズ男爵トマス・ストーナーの息子）と結婚。
- 第3子（長男）ロバート・ピール（英語版）（1822年-1895年）：政治家。3代準男爵位を継承。
- 第4子（次男）フレデリック・ピール（英語版）（1823年-1906年）：政治家
- 第5子（三男）ウィリアム・ピール（英語版）（1824年-1858年）：王立海軍軍人
- 第6子（四男）ジョン・フロイド・ピール（1827年-1910年）：王立海軍軍人
- 第7子（五男）アーサー・ピール（1829年-1912年）：政治家。1895年にピール子爵に叙される。